# Lovekiller
Lovekiller – piąty album studyjny szwedzkiego piosenkarza Darina, wydany w Szwecji 18 sierpnia 2010. Jest to pierwszy album Darina od czasu rozstania z wytwórnią Sony Music po 4 latach współpracy. Album zawiera utwór "You're Out of My Life" z którym Darin startował w Melodifestivalen 2010.

## Spis utworów
| #   | Tytuł                   | Autor tekstu                                            | Producent                        | Czas trwania |
| --- | ----------------------- | ------------------------------------------------------- | -------------------------------- | ------------ |
| 1.  | "Microphone"            | Darin Zanyar, Tony Nilsson                              | Tony Nilsson, Darin              | 3:30         |
| 2.  | "You're Out of My Life" | Nilsson, Henrik Janson                                  | Arnthor Birgisson                | 3:02         |
| 3.  | "Lovekiller"            | Zanyar, Nilsson                                         | Tony Nilsson, Darin              | 3:32         |
| 4.  | "Only You Can Save Me"  | Zanyar, Nilsson                                         | Jason Gill                       | 3:41         |
| 5.  | "Drowning"              | Zanyar, Nilsson, Janson                                 | Tony Nilsson                     | 3:02         |
| 6.  | "Viva la Vida"          | Guy Berryman, Jon Buckland, Will Champion, Chris Martin | Johan Bobäck                     | 4:36         |
| 7.  | "Endless Summer"        | Zanyar, George Samuelson, Tomas Granlind                | George Samuelson, Tomas Granlind | 4:14         |
| 8.  | "OK (Dangerous Game)"   | Zanyar, Nilsson                                         | Tony Nilsson, Darin              | 3:15         |
| 9.  | "Can't Stop Love"       | Zanyar, Nilsson                                         | Tony Nilsson, Darin              | 3:41         |
| 10. | "I'll Be Alright"       | Zanyar                                                  | Henrik Janson, Tony Nilsson      | 3:03         |

iTunes bonus track:
- Lovekiller (Acoustic Version) 3.30 (Tony Nilsson, Darin Zanyar)

## Notowania, certyfikaty i sprzedaż
Album zadebiutował na #2 miejscu Swedish Album Charts, zdobywając status złotej płyty rozchodząc się w ponad 20 000 egzemplarzy w pierwszym tygodniu sprzedaży.
| Lista                | Kraj    | Najwyższa pozycja | Certyfikat | Sprzedaż |
| -------------------- | ------- | ----------------- | ---------- | -------- |
| Swedish Albums Chart | Szwecja | 1                 | Złoto      | +20,000  |